# Corinnella
Corinnella is een geslacht van haften (Ephemeroptera) uit de familie Baetidae.

## Soorten
Het geslacht Corinnella omvat de volgende soorten:
- Corinnella eximia